# Большие хлопоты из-за маленького мальчика
«Большие хлопоты из-за маленького мальчика» — советский чёрно-белый детский художественный фильм режиссёров Александра Муратова и Вениамина Васильковского.

## Сюжет
В киевской киностудии на съёмках фильма пропал маленький актёр, пятилетний Боря — он незаметно ушёл со съёмок на 13-м дубле. Исследуя киностудию, мальчик случайно принимает участие в съёмках другого фильма, а потом забирается внутрь космической ракеты для детской площадки, которую вскоре погружают на грузовик и вместе с мальчиком вывозят из киностудии. Борю уже ищут, к поискам подключают лейтенанта милиции Тамару Васильевну. В поисках мальчика героям придётся побывать в различных местах Киева. В результате, после «больших хлопот» Борю найдут в цирке.

## В ролях
| Актёр               | Роль                            |
| ------------------- | ------------------------------- |
| Петя Шелест         | мальчик Боря                    |
| Марина Ловейко      | подруга Бори                    |
| Татьяна Пельтцер    | бабушка Артура                  |
| Владимир Олексеенко | старшина милиции                |
| Виктор Иванов       | режиссёр фантастического фильма |
| Аня Оржешковская    |                                 |
| Марина Прокопенко   |                                 |
| Игорь Чернов        | Артур                           |
| Алёша Добровольский | Алёша                           |

### В эпизодах
| Актёр               | Роль                                  |
| ------------------- | ------------------------------------- |
| В. Байдин           |                                       |
| Пётр Вескляров      | машинист                              |
| Ада Волошина        | ассистент режиссёра                   |
| Георгий Георгиу     | иллюзионист                           |
| Владимир Губа       | сценарист фантастического фильма      |
| Виталий Дорошенко   | дружинник                             |
| Мария Капнист       | помощник режиссёра Ева                |
| Олег Каравайчук     | режиссёр детского фильма              |
| П. Копыт            |                                       |
| Валентина Кошелева  | лейтенант милиции Тамара Васильевна   |
| Елена Крапович      | актриса фантастического фильма        |
| Михаил Крамар       | папа Алёши                            |
| Маргарита Криницына | мама Алёши                            |
| Борис Марин         | директор фантастического фильма Марин |
| Н. Прибульская      |                                       |
| Борис Романов       | Генка                                 |
| Сергей Сибель       | оператор                              |
| Иван Симоненко      | дружинник                             |
| Сергей Шеметило     | помощник режиссёра Серёжа             |

### Нет в титрах
| Актёр               | Роль                        |
| ------------------- | --------------------------- |
| Лев Перфилов        | режиссер в "Зелёном театре" |
| Василий Фущич       | вахтёр                      |
| Валентин Грудинин   | оператор                    |
| Валерий Панарин     | актёр                       |
| Вячеслав Воронин    | актёр                       |
| Витольд Янпавлис    | тренер Лебедев              |
| Валентина Гришокина | проводница                  |
| Анатолий Барчук     | актёр                       |

## Съёмочная группа
- Автор сценария: Евгений Оноприенко
- Режиссёры: Александр Муратов, Вениамин Васильковский
- Оператор: Соломон Яновский
- Композитор: Губа, Владимир Петрович
- Художник-постановщик: Георгий Прокопец
- Звукооператор: Г. Матус
- Монтаж: С. Новиковой
- Редактор: В. Силина
- Грим: Е. Кот
- Костюмы: А. Мартыновой
- Ассистенты режиссёра: Н. Верхоглядова, Н. Есипенко, В. Перегуда, В. Хацкевич
- Ассистенты оператора: И. Джеломанов, Л. Ребракова
- Консультанты: Н. Коняхин, И. Солонько
- Директор картины: В. Грачёв
- Инструментальный ансамбль Государственного симфонического оркестра УССР, дирижёр Л. Балабайченко

## Факты
Существовал проект одноимённого короткометражного телевизионного фильма.